# 繁殖行動
繁殖行動（、英語: reproductive behavior）とは、動物の行動のうち、自分の子を残す機能を持つものを指す。
繁殖行動は、配偶相手を探して関係を持つことを確認する求愛行動（きゅうあいこうどう）、配偶子のやりとりを行う配偶行為（はいぐうこうい）、生まれた子を育て守るための保育行動（ほいくこうどう）などに区別できる。
多くの動物には繁殖期という、繁殖行動が頻繁化する一定の時期があり、繁殖への準備ができている状態を発情という。発情は季節の変化を刺激として起こる場合、異性個体の接近や仕草など社会行動を通して起きる場合に分けられる。人間の発情は、おおむね後者に含まれる。